# Alumnat – Zakład Dla Inwalidów Wojennych w Tykocinie

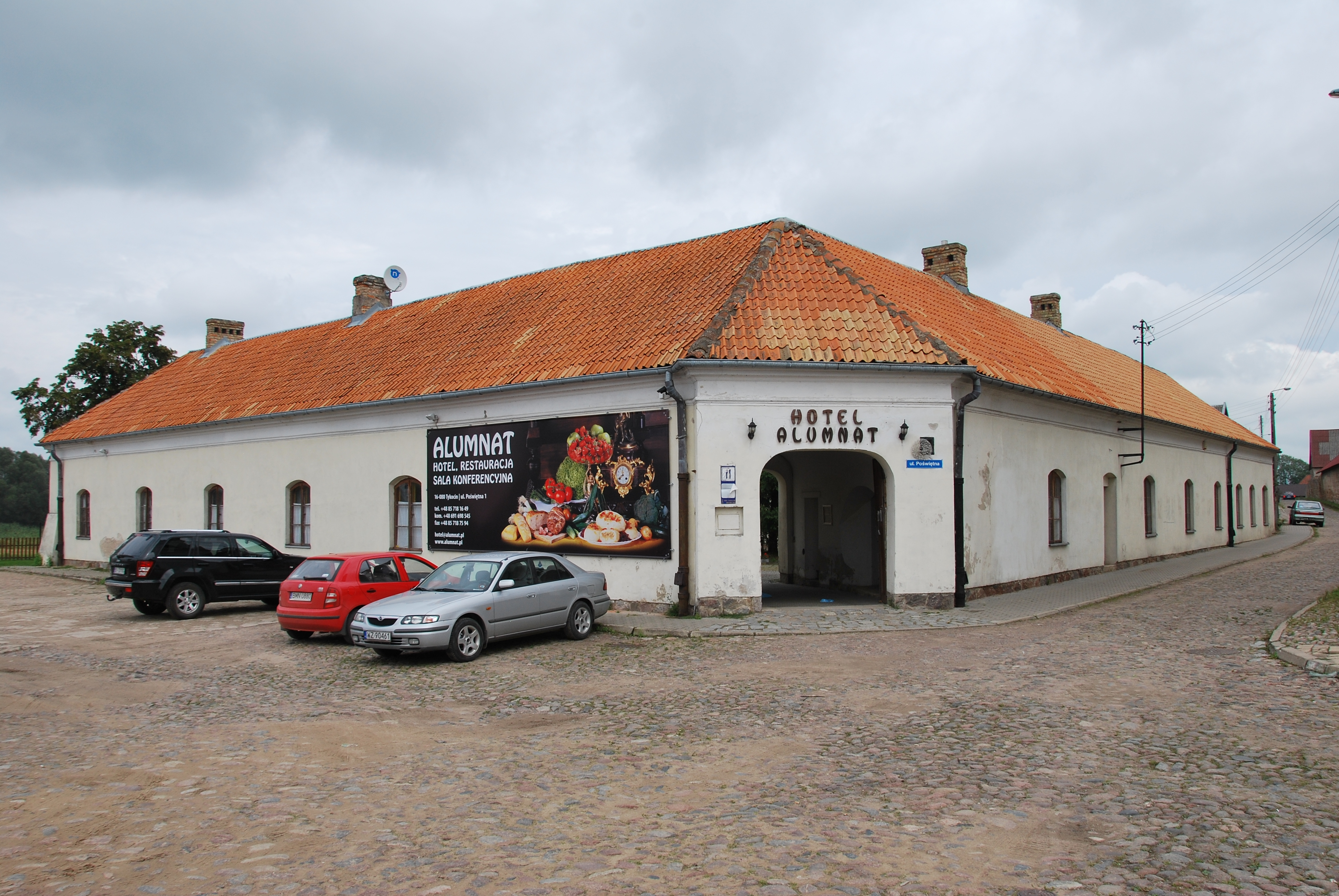
Hotel Alumnat (2011)

Alumnat – Zakład Dla Inwalidów Wojennych w Tykocinie – wzniesiony w latach 1633–1647 jako przytułek i szpital dla żołnierzy weteranów pochodzenia szlacheckiego i wyznania katolickiego. Trzeci tego typu obiekt w Polsce (po alumnatach przy kaplicy św. Trójcy na ul. Długiej w Warszawie i przy Monasterze Zarubskim w Trechtymirowie) i jedyny tego typu zachowany do dzisiejszych czasów, zaliczający się do najstarszych w Europie.

## Historia

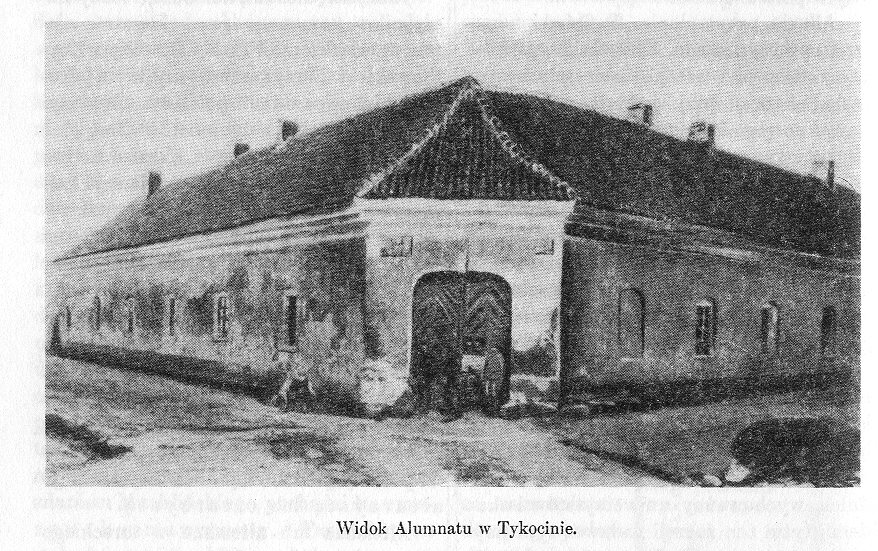
Widok Alumnatu w Tykocinie – Encyklopedia staropolska Zygmunta Glogera

Przytułek przeznaczony dla żołnierzy inwalidów założył marszałek Wielkiego Księstwa Litewskiego, starosta tykociński, Krzysztof Wiesiołowski zapisując na ten cel dochody uzyskiwane z dóbr w Dolistowie. Budowlę usytuowano w miejscu, gdzie wcześniej, w XVI w. istniał należący do króla tzw. „Stary Dworzec”.
W 1633 roku Sejm zatwierdził fundację przytułku:

Fundacya szpitala żołnierskiego w Tykocinie, którą Wielmożny Krzysztof Wessolowski, Marszałek nasz Nadworny W. X. L. na maiętności swey dziedziczney w Woiewodztwie Podlaskim, nazwaney Dolistowie, uczynił, y onę w Kancellaryi naszey Koronney Wielkiey, personaliter przyznał: za proźbą onego, a zgodą y konsensem wszech Stanów, we wszystkich punktach in toto approbuiemy; y żeby pomienione dobra, ani in toto, ani in parte, na żadną inszą rzecz, przez Nas, ani Potomki nasze, obrócone nie były; mocą tego Seymu, in perpetuum waruiemy.

Po śmierci kolatora w 1637 i jego żony Aleksandry z Sobieskich (1645), fundację potwierdził sąd sejmowy w roku 1646. Wkrótce też dokończono prace nad wykańczaniem wnętrz. Przytułek dawał schronienie 12 pensjonariuszom. Podlegał bezpośrednio królowi, a w jego zastępstwie hetmanowi wielkiemu koronnemu. Pozostawał na utrzymaniu starostów, a następnie kolejnych właścicieli dóbr tykocińskich, pełniąc swą funkcję do czasów I wojny światowej. Szpitalem opiekowały się siostry zakonne z klasztoru benedyktynek w Grodnie. W 1655 roku na rzecz Domu Inwalidów Wojskowych (przytułku) dalszego zapisu dokonał następny starosta tykociński Wojciech Wessel z żoną Marianną z Potockich.
W czasie potopu szwedzkiego obwarowany budynek został 27 stycznia 1656 roku zdobyty przez wojska Pawła Sapiehy. W 1698 roku budynek opisywano jako wymagający remontu. W 1741 roku od pożaru, w trakcie którego spłonął drewniany kościół parafialny, uszkodzone zostało skrzydło wschodnie. Około 1750 roku z polecenia Jana Klemensa Branickiego budynek został przebudowany. M.in. zamurowano przejścia do obu baszt, zbudowano skarpę, wykonano nowe sklepienia we wnętrzach i usunięto detal z elewacji. W XIX wieku budynek nadal pełnił rolę przytułku. W tym okresie na kaplicy umieszczono sygnaturkę. W 1915 roku podczas I wojny światowej zniszczone zostały dachy budynku – wtedy też budynek przestał pełnić swoją funkcję przytułku. Budynek wyremontowano w latach 1929–1930, łącząc przy tym kaplicę z pomieszczeniem po stronie zachodniej, zasypano kryptę i obniżono połacie dachu, co niekorzystnie zniekształciło jego wygląd. Po remoncie budynek zarządzany przez magistrat miasta, użytkowany był jako mieszkanie dla najuboższych rodzin.
W trakcie II wojny światowej w budynku mieścił się areszt, a po 1945 roku został zdewastowany. W 1951 roku przystąpiono do remontu, który zakończono w roku 1953, nie zmieniono jednak ahistorycznego obniżonego pochylenia dachu. Wkrótce obiekt został przeznaczony na cele turystyczne.
Obecnie znajduje się w nim hotel i restauracja. Obiekt jest dostępny do zwiedzania.
Obiekt wpisany jest do rejestru zabytków pod numerem A-460z 16.02.1953.

## Architektura
Murowany jednokondygnacyjny budynek w stylu późnobarokowym, założony na planie czworoboku, z wewnętrznym dziedzińcem. Alumnat posiadał dawniej dwie narożne baszty od strony rzeki Narew, co oznacza, że w zamierzeniach mógł pełnić także funkcję obronnego przyczółka mostowego. Kształtem architektonicznym budynek nawiązuje do tradycji obronnego czworobocznego kasztelu, zakorzenionej w budownictwie świeckim XVII wieku.
Jednotraktowe skrzydła mieściły pierwotnie 12 sklepionych izb oraz kaplicę w południowo-wschodnim narożniku. Pod kaplicą znajdowała się krypta, w której chowano zmarłych żołnierzy. Dekorację stanowiły skromne wczesnobarokowe gzymsy i profilowane obramienia okienne.
Alumnat został przebudowany w połowie XVIII w. i włączony w układ kompozycyjny rynku, zyskał cechy budowli późnobarokowej.
Obiekt jest wpisany do rejestru zabytków.

## Nazwa
Samo słowo Alumnat pochodzi od słowa łacińskiego alumnare – żywić, wychowywać. W Polsce alumnatami nazywano zakłady zapewniające bezpłatnie mieszkanie, opiekę i naukę. Nazwa ta przeszła na domy dla inwalidów wojennych. Zakład w Tykocinie dodatkowo zapewniał opiekę medyczną oraz kwartalną wypłatę świadczeń dla pensjonariuszy.